# Arp 87
Arp 87 (hay còn được được gọi là NGC 3808) là một cặp hai thiên hà xoắn ốc tương tác lẫn nhau được đặt tên là NGC 3808A và NGC 3808B. Chúng nằm trong chòm sao Sư Tử. Thiên hà NGC 3808A thì sáng hơn và là một thiên hà xoắn ốc khác thường. Trong khi đó, thiên hà NGC 3808B là một thiên hà vô định hình.
Thiên hà Arp 87 được phát hiện vào ngày 10 tháng 4 năm 1785 bởi nhà thiên văn học người Anh gốc Đức William Herschel. Thiên hà NGC 3808A và thiên hà NGC 3808B cách Trái Đất khoảng 330 triệu năm ánh sáng (100 megaparsecs). Vào năm 2007, qua kính viễn vọng không gian Hubble, những đám mây khí và bụi khổng lồ dịch chuyển từ thiên hà NGC 3808A sang thiên hà NGC 3808B và ngược lại. Ngoài ra, cả hai thiên hà này dường như đã bị bóp méo, không còn hình dạng như trước.